# Estadio North Harbour
El Estadio North Harbour (en inglés: North Harbour Stadium) es un estadio que se encuentra en North Shore City (Nueva Zelanda). Es usado para la práctica del fútbol y del rugby. Fue inaugurado en 1997 y tiene una capacidad de 25000 personas.

## Historia

### Construcción y diseño
En 1990 se empezaron las obras, que constaron 41 millones de dólares. Fue inaugurado el 8 de marzo de 1997. Fue construido con una capacidad de 25000 personas, con cuatro zonas de asientos. La tribuna principal, con capacidad para 12000 personas, está situada en la zona sur y tiene instalaciones de las empresas.
El estadio está iluminado por cuatro torres de luz con una altura de 45 metros.
En 2014 la capacidad de asientos, que hasta ese entonces era de 20 000, fue aumentada a 25 000, la capacidad real del estadio, con asientos reciclados del antiguo estadio de Dunedin, el Carisbrook, con motivo de la organización de la Copa Mundial de Fútbol Sub-20 en 2015.

### Eventos
Fue uno de los estadios elegidos para ser sede de la Copa Mundial Femenina de Fútbol Sub-17 de 2008. Se jugaron 8 partidos de este torneo, incluida la final Corea del Norte 2-1 EE. UU. (16 de noviembre de 2008).
Este recinto también ha sido usado como escenario en algunos conciertos. Aquí han actuado The Corrs, Luciano Pavarotti, Roger Waters y Cher, entre otros.
El estadio fue una de las sedes de la Copa Mundial de Rugby de 2011 y del Campeonato Mundial de Rugby Juvenil 2014.

### Copa Mundial de Fútbol Sub-20 de 2015
North Harbour albergó durante el campeonato 9 encuentros (incluyendo el partido inaugural y la final): 4 encuentros de la fase de grupos, 1 de octavos de final, 1 de cuartos, 1 semifinal y la gran final, que fueron los siguientes:
| Fecha       | Fase             | Equipo         |                           | Resultado      |                           | Equipo         | Espectadores |
| ----------- | ---------------- | -------------- | ------------------------- | -------------- | ------------------------- | -------------- | ------------ |
| 30 de mayo  | Grupo A          | Nueva Zelanda  | Bandera de Nueva Zelanda  | 0:0            | Bandera de Ucrania        | Ucrania        |              |
| 2 de junio  | Grupo A          | Nueva Zelanda  | Bandera de Nueva Zelanda  | 0:4            | Bandera de Estados Unidos | Estados Unidos |              |
| 5 de junio  | Grupo A          | Ucrania        | Bandera de Ucrania        | 3:0            | Bandera de Estados Unidos | Estados Unidos |              |
| 5 de junio  | Grupo B          | Panamá         | Bandera de Panamá         | 0:1            | Bandera de Ghana          | Ghana          |              |
| 10 de junio | Octavos de final | Ucrania        | Bandera de Ucrania        | 1:1 (1-3 pen.) | Bandera de Senegal        | Senegal        |              |
| 14 de junio | Cuartos de final | Estados Unidos | Bandera de Estados Unidos | 0:0 (5-6 pen.) | Bandera de Serbia         | Serbia         |              |
| 17 de junio | Semifinales      | Serbia         | Bandera de Serbia         | 2:1 (t.s.)     | Bandera de Mali           | Malí           |              |
| 20 de junio | Tercer lugar     | Senegal        | Bandera de Senegal        | 3:1            | Bandera de Mali           | Malí           |              |
| 20 de junio | Final            | Brasil         | Bandera de Brasil         | 1:2            | Bandera de Serbia         | Serbia         |              |

## Equipos
Los equipos que usan o usaron el estadio son:
- North Harbour Rugby Union: equipo de rugby que juega en la National Provincial Championship.
- Auckland Blues: equipo de rugby que juega en el campeonato Super 14 (disputa partidos en este estadio de forma ocasional)
- New Zealand Knights Football Club: equipo de fútbol desaparecido en 2007 que jugaba en la A-League de Australia.
- Wanderers Special Club: equipo de fútbol desaparecido conformado por jugadores de la selección neozelandesa Sub-20 que jugaba en la ASB Premiership.
- Selección de Fútbol de Nueva Zelanda

## Eventos Deportivos
| Predecesor: Internacional de El Cairo Egipto 1997 | Estadio de la final de la Copa del Mundo Sub-17 Nueva Zelanda 1999                  | Sucesor: Hasely Crawford Trinidad y Tobago 2001          |
| Predecesor: Ninguno                               | Estadio de la final de la Copa Mundial Femenina de Fútbol Sub-17 Nueva Zelanda 2008 | Sucesor: Trinidad & Tobago 2010 Estadio Hasely Crawford  |
| Predecesor: Turquía 2013 Türk Telekom Arena       | Estadio de la final de la Copa Mundial de Fútbol Sub-20 Nueva Zelanda 2015          | Sucesor: Corea del Sur 2017 Estadio Mundialista de Suwon |

- Datos: Q508612
- Multimedia: North Harbour Stadium / Q508612